# Wanda Wesolowska
Wanda Wesołowska (1950) è un'aracnologa polacca, principalmente interessata allo studio faunistico e tassonomico dei ragni della famiglia Salticidae presenti nelle regioni paleartica e afrotropicale.

## Biografia e campo di studi
Dopo essersi laureata in biologia, nel 1973, all'Università Adama Mickiewicza (UAM) di Poznań, trovò impiego al Teaching College di Siedlce prima di trasferirsi, nel 1984, alla facoltà di scienze naturali dell'Università di Cracovia dove, dal 2009, occupa la cattedra di biologia. 
Il suo principale campo di interesse sono i ragni saltatori della famiglia Salticidae di cui ha scoperto - negli anni e prevalentemente in Africa - numerose nuove specie (in particolare, alcune specie mirmecofile, che imitano cioè il comportamento delle formiche) e generi (come Ugandinella, unico genere della sottofamiglia Leptorchestinae, sempre descritta dalla stessa Wesołowska). 
È stata autrice anche della revisione tassonomica ed evolutiva dei generi Heliophanus, Maltecora, Festucula, Massagris, Harmochirus, Menemerus e Enoplomischus.

## Taxa denominati in suo onore
- Wesolowskana Kocak & Kemal, 2008, genere di ragni (Salticidae)

## Pubblicazioni
Elenco parziale delle pubblicazioni, in particolare concernenti nuove specie scoperte e il lavoro di riclassificazione tassonomica dei generi esistenti:
- Wesolowska W. 1986. A revision of the genus Heliophanus  C.L. Koch, 1833 (Aranei: Salticidae). Annales zoologici, Warszawa, 40, 1: 1-254,  f 2-960.
- Wesolowska W. 1989b. A redescription of the spider genus Maltecora  Simon, 1909 (Aranei, Salticidae). Doriana, Genoa, 6, 264: 1-10, f 1-30 f.
- Wesolowska W. 1992. A revision of the spider genus Festucula Simon, 1901 (Araneae, Salticidae). Journal of African Zoology, 106(1): 45-54, f 1- 31.
- Wesolowska W. 1993c. A revision of the spider genus Massagris Simon, 1900 (Araneae, Salticidae). Genus, Wroclaw, 4(2): 133-141, f 1-20.
- Wesolowska W. 1993 - vedi Logunov D.V., Wesolowska W. 1993. Two new species of the genus Sitticus  Simon, 1901 from Middle Asia (Araneae: Salticidae). Entomologica Basiliensia, 16: 5-11, f 1-12.
- Wesolowska W. 1995. Dendryphantes secretus, a new species of jumping spider from Kazakhstan (Araneae: Salticidae). Genus, Wroclaw, 6(2): 177-179, f 1-4.
- Wesolowska W. 1999a. New and little known species of jumping spiders from Zimbabwe (Araneae: Salticidae). Arnoldia Zimbabwe, 10(15): 145-176, f 1-76.
- Wesolowska W. 1999b. A revision of the spider genus Menemerus in Africa (Araneae: Salticidae). Genus, Wroclaw, 10(2): 251-353, f 1-299.
- Wesolowska W. 2001a. Two new species of Thyenula Simon, 1902 from South Africa: (Araneae: Salticidae). Annales Zoologici, Warszawa, 51(2): 261-264, f 1-13.
- Wesolowska W. 2001b. New and rare species of the genus Asemonea O. P.-Cambridge, 1869 from Kenya (Araneae: Salticidae). Genus, Wroclaw, 12(4): 577-584, f 1-20.
- Wesolowska W. 2001c. Mikrus ugandensis, a new genus and species of diminutive jumping spider from eastern Africa (Araneae: Salticidae). Genus, Wroclaw, 12(4): 585-588, f 1-7.
- Wesolowska W. 2002 - vedi: Borowiec W., Wesolowska W. 2002. A new species of Hasarius from Mount Cameroon (Araneae: Salticidae). Genus, Wroclaw, 13(3): 405-408, f 1-7.
- Wesolowska W. 2004a. A new species of Parajotus from Central Africa (Araneae: Salticidae). Genus, Wroclaw, 15(1): 135-140, f 1-10.
- Wesołowska W. 2005. A new species of Enoplomischus from Kenya (Araneae: Salticidae: Leptorchestinae). Genus Wocław 16(2): 307-311, f 1-8.
- Wesolowska W. 2006a. A new genus of ant-mimicking salticid spider from Africa (Araneae: Salticidae: Leptorchestinae). Annales Zoologici, Warszawa, 56 (2): 435-439, f 1-17.
- Wesolowska W., Haddad C. R. 2002. A new termitivorous jumping spiders from South Africa (Araneae Salticidae). Tropical Zoology, 15(1): 197-207, f 1-4.
- Wesolowska W., Salm K. 2002. A new species of Myrmarachne from Kenya (Araneae: Salticidae). Genus, Wroclaw, 13(3): 409-415, f 1-16.
- Wesolowska W., Szeremeta M. 2001. A revision of ant-like salticid genera Enoplomischus Giltay, 1931, Kima Peckham & Peckham, 1902 and Leptorchestes Thorell, 1870 (Araneae: Salticidae). Insect Systematics & Evolution, 32 (2): 217-240, f 1-89.
- Wesolowska W., Szuts T. 2001. A new genus of ant-like jumping spiders from Africa (Araneae: Salticidae). Annales Zoologici, Warszawa, 51(4): 523-528, f 1-23.
- Wesolowska W., Szuts T. 2003a. A new species of Asemonea from equatorial Africa (Araneae: Salticidae: Lyssomaninae). Folia Entomologica Hungarica, Budapest, 64: 59-62, f 1-7.

| Wesolowska è l'abbreviazione standard utilizzata per le specie animali descritte da Wanda Wesolowska. Categoria:Taxa classificati da Wanda Wesolowska |